# Elatoides niger
Elatoides niger är en stekelart som beskrevs av Nikol'skaya 1952. Elatoides niger ingår i släktet Elatoides och familjen puppglanssteklar. Inga underarter finns listade i Catalogue of Life.